# Jim Jones
James Warren Jones, detto Jim (Crete, 13 maggio 1931 – Jonestown, 18 novembre 1978), è stato un predicatore e criminale statunitense.
È noto per avere indotto 909 membri della setta da lui fondata, il Tempio del Popolo, tra cui anche bambini e neonati, a uno spaventoso massacro e suicidio di massa a Jonestown e per avere fatto uccidere cinque persone nella vicina pista aerea di atterraggio, tra cui Leo Ryan, deputato del Congresso degli Stati Uniti.

## Biografia

### Origini e formazione
Jim Jones nacque a Crete, un piccolo villaggio dell'Indiana. Suo padre, James Thurman Jones, iscritto al Ku Klux Klan, era tornato dalla prima guerra mondiale con un grave problema al polmone, per cui gli fu riconosciuta l'invalidità. La madre, una donna anaffettiva, si chiamava Lynetta Putnam. Nel 1934 si trasferirono nella vicina Lynn. L'indigenza della famiglia spinse Jim a frequentare la locale chiesa del Nazareno, appassionandosi a improvvisare dei sermoni con gli amici e a bacchettare chi facesse rumore durante il salmo. Nel 1945 i suoi genitori si separarono, e iniziarono le pratiche per il divorzio.
Nel 1946 lasciò Lynn per andare a lavorare come inserviente nell'ospedale Reid Memorial di Richmond. Lì conobbe Marceline Baldwin, sua futura moglie, che lo accompagnerà fino alla fine della sua vita. Si trasferì con Marceline a Indianapolis dove fondò la sua prima chiesa, People's Temple Christian Church.

### Il proselitismo e il Tempio del Popolo
Alla ricerca di adepti per il movimento denominato con il nome di Wings of Deliverance da lui fondato nel 1955, Jones si spostò continuamente negli Stati Uniti d'America. A Mendocino, in California, fondò una cooperativa agricola. Il movimento era stato fondato nel 1955, nello stato dell'Indiana, mutato il nome in Tempio del Popolo nel 1965 si era trasferito in California con 70 membri (prima a Redwood Valley, presso Ukiah, quindi in una sinagoga abbandonata a Fillmore, quartiere di San Francisco). I membri venivano invitati a vivere in comune, con seguaci raccolti principalmente tra gli emarginati e le minoranze etniche. Praticava una mescolanza tra gli insegnamenti di Gesù Cristo e il comunismo dottrinario stalinista.
Nel 1971, si trasferì a San Francisco. La comunità - che si batteva contro la speculazione edilizia e gli sfratti, propugnando una sorta di socialismo cristiano - raccolse numerosi diseredati, soprattutto neri. Per incrementare il proprio potere, Jim Jones si servì dell'appoggio elettorale dato a George Moscone candidato sindaco di San Francisco nelle elezioni del 1976. Dopo la vittoria di quest'ultimo infatti, Jones riuscì ad entrare nella commissione interna comunale con la carica di "commissario degli alloggi".

### Il trasferimento in Guyana, l'omicidio Ryan e la morte
Messo sotto accusa da più parti, Jones si accordò segretamente con il governo della Guyana per ottenere alcuni lotti di terreno nella giungla. Nell'estate del 1977, più di mille persone si trasferirono con un ponte aereo di cargo e voli charter nella nuova "terra promessa" di Jonestown. Jones scelse quel posto perché lo riteneva luogo ideale per pregare e salvarsi da una guerra nucleare. Vi portò anche l'anziana madre, che si spense a dicembre.
Nel 1978 il deputato del Congresso Leo Ryan si recò in visita a Jonestown assieme a un gruppo di giornalisti per verificare cosa accadesse nella comunità. Durante la sua permanenza, ricevette un biglietto di richiesta d'aiuto e denuncia per le condizioni di schiavitù in seno alla comunità. Le guardie del corpo di Jones scoprirono però il tradimento e uccisero a colpi di mitra il deputato e la sua scorta vicino all'aereo prima del decollo.
Sabato 18 novembre 1978 il reverendo annunciò alla comunità che "per difendersi dall'invasione del Male" tutti i fedeli del Tempio del Popolo avrebbero dovuto uccidersi e fece distribuire un cocktail di Flavor Aid al cianuro. Il reverendo venne trovato morto con un colpo di proiettile alla testa. Attorno a lui giacevano i corpi di 909 persone.
Il medico legale Cyril Leslie Mootoo fece l'autopsia e gli esami tossicologici al corpo, trovandovi alte quantità di clorochina e pentobarbital. In seguito i corpi dei suicidi, già parzialmente decomposti ed esalanti un tanfo insopportabile, da Georgetown vennero riportati in aereo negli Stati Uniti in bare di alluminio, atterrando precisamente a Dover, nel Delaware. Qui uomini dell'FBI si occupavano di rilevare le impronte digitali per confermare le identità, mentre i corpi venivano trasferiti in sacche mortuarie, con le bare di alluminio disinfettate e riportate indietro per venire riutilizzate. Il reverendo giunse con il secondo dei voli, e venne lasciato con altri corpi alla casa funeraria Torbert Funeral Chapels. Vennero quindi reclutati alcuni imbalsamatori, i quali con febbrile lavoro intervennero presso le case funerarie che ospitavano i corpi con della formaldeide su ciascun cadavere, per fermare la decomposizione e il tanfo.
In seguito da venerdì 8 dicembre alcuni carri funebri trasferirono 29 corpi, tra cui quello del reverendo, nel New Jersey, presso l'Eglington Cemetery di East Greenwich, nella zona di Clarksboro, dove venivano cremati. Il reverendo venne cremato martedì 19 dicembre attorno alle 11 del mattino, suscitando perplessità e lettere di biasimo ai responsabili per la mancanza di un'apposita autorizzazione delle autorità. Le ceneri del reverendo Jones vennero riportate a Dover, e conservate personalmente nella propria cucina da William Covell Torbert, detto Bill, titolare della Torbert Funeral Chapels. Ma nessuno della famiglia le voleva, perciò Torbert si accordò per lo spargimento nell'Oceano Atlantico. Nella primavera del 1979 Bill Torbert salì con l'urna del reverendo e altre sette urne di seguaci sul Piper di un amico, il quale volò circa un miglio al largo di Bethany Beach; Torbert aprì la portiera e svuotò le urne. Curiosamente non riuscì più a richiudere bene la portiera, e dovette affrontare l'atterraggio mantenendola chiusa a mano.

## Nella cultura di massa (parziale)

### Libri
- Marshall Kilduff e Ron Javers, due corrispondenti del San Francisco Chronicle sopravvissuti al massacro della Guyana, nel 1978 danno alle stampe il libro The Suicide Cult: The Inside Story of the Peoples Temple Sect and the Massacre in Guyana, tradotto in italiano con il titolo di Guyana. La setta del suicidio e pubblicato da Sperling & Kupfer nello stesso anno, un resoconto dell'attività della setta e dei fatti di cui sono stati protagonisti.

### Cinema
- Sulla vicenda di Jim Jones e della sua setta, il Tempio del Popolo, nel 1980 viene distribuito il film La tragedia della Guyana (Guyana Tragedy: The Story of Jim Jones, 1980), diretto da William A. Graham e nel quale il reverendo viene interpretato da Powers Boothe, mentre Leo Ryan viene impersonato da Ned Beatty.
- Nel 2021 viene annunciato che Leonardo DiCaprio dovrebbe interpretare Jim Jones nel film Jim Jones, in fase di pre-produzione, sulla storia della setta del Tempio del Popolo.[6] Il copione è stato scritto da Scott Rosenberg, già autore della sceneggiatura dei film Con Air (1997), Altà fedeltà (2000), Jumanji - Benvenuti nella giungla (2017), Venom (2018) e Jumanji: The Next Level (2019), oltre che delle serie televisive Life on Mars e Zoo.[6] Il film dovrebbe venire prodotto dalla società di produzione di DiCaprio e dalla MGM.[6]

### Televisione
- Nel 1981 viene dedicato a Jim Jones e alla sua setta il settimo episodio della sesta stagione, Jim Jones, della serie televisiva documentaristica statunitense In Search of....
- Nel 2017 la vicenda di Jim Jones e del Tempio del Popolo è al centro della trama dell'episodio Prova di lealtà (Drink the Kool-Aid) della settima stagione della serie televisita statunitense American Horror Story. Nell'episodio, il cui titolo originale fa riferimento alla bevanda utilizzata per il suicidio collettivo (che in realtà era però il Flavour-Aid), Jim Jones viene interpretato dall'attore Evan Peters.
- Nel 2018 al reverendo Jones e al Tempio del Popolo viene dedicata la miniserie televisiva documentaristica statunitense Jonestown: Terror in the Jungle, diretta da Shan Nicholson e Richard Lopez.